# Petit Canouan
Petit Canouan ist eine unbewohnte Insel der Grenadinen. Sie gehört zum Inselstaat St. Vincent und die Grenadinen und liegt etwa vier Kilometer nordöstlich der Insel Canouan. Sie ist etwa 0,15 km² groß.